# 全日本実業団ハーフマラソン
全日本実業団ハーフマラソン大会（ぜんにほんじつぎょうだんハーフマラソンたいかい、Yamaguchi All-Corporate Half Marathon Championships）は、山口県山口市で開催されるハーフマラソン大会。愛称は全日本実業団 山口ハーフマラソン。

## 概要
1973年に全日本実業団マラソンの名称で第1回大会が石川県小松市で開催された。当初は一般が30km、ジュニアが10マイルの距離で開催された。1981年の第9回大会から全日本実業団30kmロードレースに改称。1989年の第17回大会より全日本実業団ハーフマラソンに改称、この時に距離が30kmからハーフマラソンに変更、ジュニア10マイルを廃止し女子の部を新設した。1991年の大会より石川県から山口県に開催地を移している。
参加できるのは日本実業団陸上競技連合に登録している競技者に限られ、学生や実業団陸連以外の社会人ランナーは参加できない。長距離陸上競技では珍しく、上位3名の合計順位で競う「団体戦」が行われるのが特色である。また男女とも、10kmレースも併せて開催される。
2013年までは3月中旬に行われ、2014年は世界ハーフマラソン選手権大会が3月に開催される関係で2月中旬に実施された。2015年以降も2月に行われている。

## 開催要項
- 主催：日本実業団陸上競技連合
- 後援：日本陸上競技連盟・山口県・山口県スポーツ協会・山口市・毎日新聞社・TBSテレビ[6]
- 参加資格：当該年度に日本実業団陸上競技連合に登録している競技者で、以下の要件を満たすこと[6]。
  - 男子：規定の参加標準記録（ハーフマラソン1時間15分0秒、10000m35分0秒、5000m17分0秒のいずれか）を満たしていること。
  - 女子10km：当該年度に満19歳から満22歳を迎える年齢であること（2023年大会の場合、2000年4月2日から2004年4月1日の間に生まれた選手であること）。
  - 外国籍選手（男女とも）：日本国内に滞在した日数が、初年度登録者（日本の一条校を卒業した者を除く）と移籍者においては180日以上、それ以外の選手は120日以上であること。

## コース
- 山口循環ハーフマラソンコース（21.0975キロ）[7]
  - 維新みらいふスタジアムスタート→国道9号（山口バイパス）→県道厳島早間田線（パークロード）→県道山口防府線→大内矢田折り返し→県道山口防府線→県道宮野大歳線→維新みらいふスタジアムゴール
    - 全般的にはフラットながら、2.5km～7kmの間に約25m登って約20m下るなど所々に起伏のあるコースで行われる。
    - 2008年から2010年は補助競技場がスタート・ゴールとなっていた。
    - 女子10kmは国道9号糸米交差点からショートカットして県道宮野大歳線へ折り返すコースとなっている。

## 優勝者

### 男子
※1997年以降、優勝者の氏名・所属は当時。特に国籍がない限り日本人選手。
| 回 | 開催年 | 氏名                                     | 国籍・所属                               | タイム                                   | 備考                                     |
| -- | ------ | ---------------------------------------- | ---------------------------------------- | ---------------------------------------- | ---------------------------------------- |
| 25 | 1997年 | 高岡寿成                                 | 鐘紡                                     | 1時間02分01秒                            |                                          |
| 26 | 1998年 | ジュリアス・ギタヒ                       | ケニア・日清食品                         | 1時間01分33秒                            |                                          |
| 27 | 1999年 | デイビッド・モーリス                     | アメリカ合衆国・本田技研浜松             | 1時間02分00秒                            |                                          |
| 28 | 2000年 | 市之瀬進                                 | 鐘紡                                     | 1時間01分30秒                            |                                          |
| 29 | 2001年 | 森勇気                                   | コマツ電子金属                           | 1時間01分27秒                            |                                          |
| 30 | 2002年 | 坪田智夫                                 | コニカ                                   | 1時間01分16秒                            |                                          |
| 31 | 2003年 | 高岡寿成                                 | カネボウ                                 | 1時間01分07秒                            |                                          |
| 32 | 2004年 | 瀬戸智弘                                 | カネボウ                                 | 1時間01分49秒                            |                                          |
| 33 | 2005年 | ダニエル・ジェンガ                       | ケニア・ヤクルト                         | 1時間01分31秒                            |                                          |
| 34 | 2006年 | 下里和義                                 | 日産自動車                               | 1時間02分00秒                            |                                          |
| 35 | 2007年 | 前田和浩                                 | 九電工                                   | 1時間02分10秒                            |                                          |
| 36 | 2008年 | ベケレ・ゲブレサディック                 | エチオピア・Honda                        | 1時間01分40秒                            |                                          |
| 37 | 2009年 | ジョセフ・ギタウ                         | ケニア・JFEスチール                      | 1時間01分25秒                            |                                          |
| 38 | 2010年 | サムエル・ドゥング                       | ケニア・愛知製鋼                         | 1時間01分19秒                            |                                          |
| 39 | 2011年 | 東北地方太平洋沖地震の影響により大会中止 | 東北地方太平洋沖地震の影響により大会中止 | 東北地方太平洋沖地震の影響により大会中止 | 東北地方太平洋沖地震の影響により大会中止 |
| 40 | 2012年 | 宮脇千博                                 | トヨタ自動車                             | 1時間00分53秒                            |                                          |
| 41 | 2013年 | 丸山文裕                                 | 旭化成                                   | 1時間01分15秒                            | [ 9 ]                                    |
| 42 | 2014年 | ギタウ・ダニエル                         | ケニア・富士通                           | 1時間00分59秒                            |                                          |
| 43 | 2015年 | チャールズ・ディランゴ                   | ケニア・JFEスチール                      | 1時間00分18秒                            | 大会記録                                 |
| 44 | 2016年 | チャールズ・ディランゴ                   | ケニア・JFEスチール                      | 1時間01分00秒                            | [ 11 ]                                   |
| 45 | 2017年 | アビヨット・アビネット                   | エチオピア・八千代工業                   | 1時間01分21秒                            |                                          |
| 46 | 2018年 | チャールズ・ディランゴ                   | ケニア・JFEスチール                      | 1時間01分55秒                            |                                          |
| 47 | 2019年 | アモス・クルガト                         | ケニア・中電工                           | 1時間01分06秒                            |                                          |
| 48 | 2020年 | ジェームス・ルンガル                     | ケニア・中央発條                         | 1時間00分27秒                            |                                          |
| 49 | 2021年 | パトリック・ワンブィ                     | ケニア・NTT西日本                        | 1時間00分12秒                            |                                          |
| 50 | 2022年 | 林田洋翔                                 | 三菱重工                                 | 1時間00分38秒                            |                                          |
| 51 | 2023年 | ジョセフ・カランジャ                     | ケニア・愛知製鋼                         | 1時間00分25秒                            |                                          |
| 52 | 2024年 | 四釜峻佑                                 | ロジスティード                           | 1時間00分41秒                            |                                          |
| 53 | 2025年 | 市山翼                                   | サンベルクス                             | 1時間00分22秒                            |                                          |

### 女子
※2000年以降、優勝者の氏名・所属は当時。特に国籍がない限り日本人選手。
| 回 | 開催年 | 氏名                                     | 国籍・所属                               | タイム                                   | 備考                                     |
| -- | ------ | ---------------------------------------- | ---------------------------------------- | ---------------------------------------- | ---------------------------------------- |
| 28 | 2000年 | 岡本幸子                                 | 沖電気宮崎                               | 1時間09分42秒                            |                                          |
| 29 | 2001年 | 野口みずき                               | グローバリー                             | 1時間08分45秒                            |                                          |
| 30 | 2002年 | 川上優子                                 | 沖電気                                   | 1時間09分38秒                            |                                          |
| 31 | 2003年 | 野口みずき                               | グローバリー                             | 1時間08分29秒                            |                                          |
| 32 | 2004年 | ルーシー・ワゴイ                         | ケニア・スズキ                           | 1時間09分47秒                            |                                          |
| 33 | 2005年 | 阿蘇品照美                               | 京セラ                                   | 1時間09分54秒                            |                                          |
| 34 | 2006年 | 野口みずき                               | シスメックス                             | 1時間08分49秒                            |                                          |
| 35 | 2007年 | オンゴリ・フィレス・モラー               | ケニア・ホクレン                         | 1時間09分50秒                            |                                          |
| 36 | 2008年 | 赤羽有紀子                               | ホクレン                                 | 1時間08分11秒                            | 大会記録                                 |
| 37 | 2009年 | チェイエチ・ダニエル                     | ケニア・ユニクロ                         | 1時間08分46秒                            |                                          |
| 38 | 2010年 | 会津容子                                 | 四国電力                                 | 1時間18分26秒                            |                                          |
| 39 | 2011年 | 東北地方太平洋沖地震の影響により大会中止 | 東北地方太平洋沖地震の影響により大会中止 | 東北地方太平洋沖地震の影響により大会中止 | 東北地方太平洋沖地震の影響により大会中止 |
| 40 | 2012年 | 田中智美                                 | 第一生命                                 | 1時間09分47秒                            |                                          |
| 41 | 2013年 | 赤羽有紀子                               | ホクレン                                 | 1時間08分59秒                            | [ 9 ]                                    |
| 42 | 2014年 | 田中智美                                 | 第一生命                                 | 1時間09分24秒                            |                                          |
| 43 | 2015年 | 沼田未知                                 | 豊田自動織機                             | 1時間09分27秒                            | [ 10 ]                                   |
| 44 | 2016年 | 清水美穂                                 | ホクレン                                 | 1時間09分41秒                            | [ 11 ]                                   |
| 45 | 2017年 | 宇都宮亜依                               | 宮崎銀行                                 | 1時間10分47秒                            |                                          |
| 46 | 2018年 | パウリン・カムル                         | ケニア・ルートインホテルズ               | 1時間09分40秒                            |                                          |
| 47 | 2019年 | 佐藤早也伽                               | 積水化学                                 | 1時間09分27秒                            |                                          |
| 48 | 2020年 | 竹山楓菜                                 | ダイハツ                                 | 1時間09分12秒                            |                                          |
| 49 | 2021年 | 安藤友香                                 | ワコール                                 | 1時間09分54秒                            |                                          |
| 50 | 2022年 | オマレ・ドルフィンニャボケ               | ケニア・ユー・エス・イー                 | 1時間07分56秒                            |                                          |
| 51 | 2023年 | オマレ・ドルフィンニャボケ               | ケニア・ユー・エス・イー                 | 1時間10分16秒                            |                                          |
| 52 | 2024年 | 樺沢和佳奈                               | 三井住友海上                             | 1時間10分13秒                            |                                          |
| 53 | 2025年 | 吉薗栞                                   | 天満屋                                   | 1時間09分45秒                            |                                          |

## テレビ中継
毎年、開催日当日にTBS系列で録画放送（午前スタート→午後2時から放映）される。TBSテレビが制作、テレビ山口 (tys) や中国放送 (rcc) またはRKB毎日放送（年によって異なる）が制作協力を行っている。
男子・女子で別々の実況が行われる。実況担当のアナウンサーはTBSから主に派遣され（かつてはRCCのアナウンサーも派遣）、tysアナウンサーが一部サポートする形となっている。

### 注記
1. ↑  ただし2022年大会については、同年2月開催予定だった香川丸亀国際ハーフマラソンの延期を受け、学生選手の特別参加が認められた。